# Piefke
Piefke – austriackie żartobliwe, obraźliwe określenie zarozumiałego Prusaka lub ogólniej Niemca z północnych landów, a zwłaszcza z Berlina.
Ukształtowane na wzór podobnych nazwisk niemieckich: Franzke, Manzke, Radtke, Raschke, Steinke, Zahnke, Zeiske. Być może pochodzi od osoby pruskiego kapelmistrza i kompozytora wojskowego Johanna Gottfrieda Piefkego (1817–1884).
Istnieją też podobne wymyślone nazwiska mające opisywać cechy osobowe postaci: Raffke (chciwiec, nowobogacki) i Steppke (maluch stawiający pierwsze kroki).